# La Compuerta de Narihualá
La Compuerta de Narihualá es una localidad peruana ubicada en el distrito de Catacaos, perteneciente a la provincia y departamento de Piura, al norte del Perú. 

## Ubicación
La Compuerta de Narihualá se ubica al oeste de la provincia de Piura, en el distrito de Catacaos, en el departamento de Piura.

## Demografía
En 2017 La Compuerta de Narihualá tenía una población de 5 habitantes.
| Gráfica de evolución demográfica de La Compuerta de Narihualá entre 1993 y 2017 |
|                                                                                 |
| Fuentes: Población 1993 y 2017                                                  |